# Баянтал
Баянтал — сомон Гобі-Сумберського аймаку. Площа 916,06 км кв, населення 851 особа. Центральна садиба — Баянтал, розташована на відстані 240 км від Улан-Батора.